# Nederlandse kampioenschappen schaatsen allround 2008
De Nederlandse kampioenschappen schaatsen allround 2008 werden op 29 en 30 december 2007 gehouden in Groningen in de schaatshal Kardinge, tot op heden de enige editie aldaar. Tijdens deze NK Allround konden naast de nationale titels allround ook plaatsbewijzen veroverd worden voor het EK Allround van 2008 dat in Kolomna (Rusland) werd georganiseerd.
Beide titelverdedigers van de NK Allround 2007 in Heerenveen, Ireen Wüst en Sven Kramer, prolongeerden hun titel. Kramer werd kampioen met overwinningen op alle vier de afstanden, deze mate van overheersing was sinds Kees Verkerk in 1966 niet meer vertoond.
| Programma                 |                                                                             |
| Datum                     | Onderdeel                                                                   |
| zaterdag 29 december 2007 | 500 meter vrouwen 500 meter mannen 3000 meter vrouwen 5000 meter mannen     |
| zondag 30 december 2007   | 1500 meter vrouwen 1500 meter mannen 5000 meter vrouwen 10.000 meter mannen |

## Dag 1

### 500 meter vrouwen
| rang   | schaatsster          | tijd  |
| ------ | -------------------- | ----- |
| Goud   | Ireen Wüst           | 40,09 |
| Zilver | Marrit Leenstra      | 40,32 |
| Brons  | Tessa van Dijk       | 40,51 |
| 4      | Ingeborg Kroon       | 40,83 |
| 5      | Paulien van Deutekom | 40,90 |

### 500 meter mannen
| rang   | schaatser          | tijd  |
| ------ | ------------------ | ----- |
| Goud   | Sven Kramer        | 36,81 |
| Zilver | Jan Blokhuijsen    | 37,13 |
| Brons  | Rhian Ket          | 37,51 |
| 4      | Koen Verweij       | 37,59 |
| 5      | Wouter Olde Heuvel | 37,63 |
| 5      | Hein Otterspeer    | 37,63 |

### 3000 meter vrouwen
| rang   | schaatsster          | tijd    |
| ------ | -------------------- | ------- |
| Goud   | Renate Groenewold    | 4.10,70 |
| Zilver | Ireen Wüst           | 4.11,01 |
| Brons  | Paulien van Deutekom | 4.12,65 |
| 4      | Gretha Smit          | 4.14,33 |
| 5      | Diane Valkenburg     | 4.16,37 |

### 5000 meter mannen
| rang   | schaatser          | tijd    |
| ------ | ------------------ | ------- |
| Goud   | Sven Kramer        | 6.28,82 |
| Zilver | Wouter Olde Heuvel | 6.35,38 |
| Brons  | Ben Jongejan       | 6.39,30 |
| 4      | Carl Verheijen     | 6.40,50 |
| 5      | Ted-Jan Bloemen    | 6.42,28 |

## Dag 2

### 1500 meter vrouwen
| rang   | schaatsster          | tijd    |
| ------ | -------------------- | ------- |
| Goud   | Marrit Leenstra      | 2.00,97 |
| Zilver | Paulien van Deutekom | 2.01,29 |
| Brons  | Renate Groenewold    | 2.01,92 |
| 4      | Ireen Wüst           | 2.02,11 |
| 5      | Diane Valkenburg     | 2.02,22 |

### 1500 meter mannen
| rang   | schaatser          | tijd    |
| ------ | ------------------ | ------- |
| Goud   | Sven Kramer        | 1.50,27 |
| Zilver | Wouter Olde Heuvel | 1.50,46 |
| Brons  | Rhian Ket          | 1.50,84 |
| 4      | Ben Jongejan       | 1.50,88 |
| 5      | Berden de Vries    | 1.51,41 |

### 5000 meter vrouwen
| rang   | schaatsster          | tijd    |
| ------ | -------------------- | ------- |
| Goud   | Renate Groenewold    | 7.15,66 |
| Zilver | Ireen Wüst           | 7.16,36 |
| Brons  | Paulien van Deutekom | 7.23,92 |
| 4      | Marrit Leenstra      | 7.27,49 |
| 5      | Diane Valkenburg     | 7.27,86 |

### 10.000 meter mannen
| rang   | schaatser          | tijd     |
| ------ | ------------------ | -------- |
| Goud   | Sven Kramer        | 13.41,31 |
| Zilver | Ted-Jan Bloemen    | 13.50,31 |
| Brons  | Carl Verheijen     | 13.50,73 |
| 4      | Bob de Jong        | 13.52,70 |
| 5      | Wouter Olde Heuvel | 13.54,87 |

## Eindklassement

### Mannen

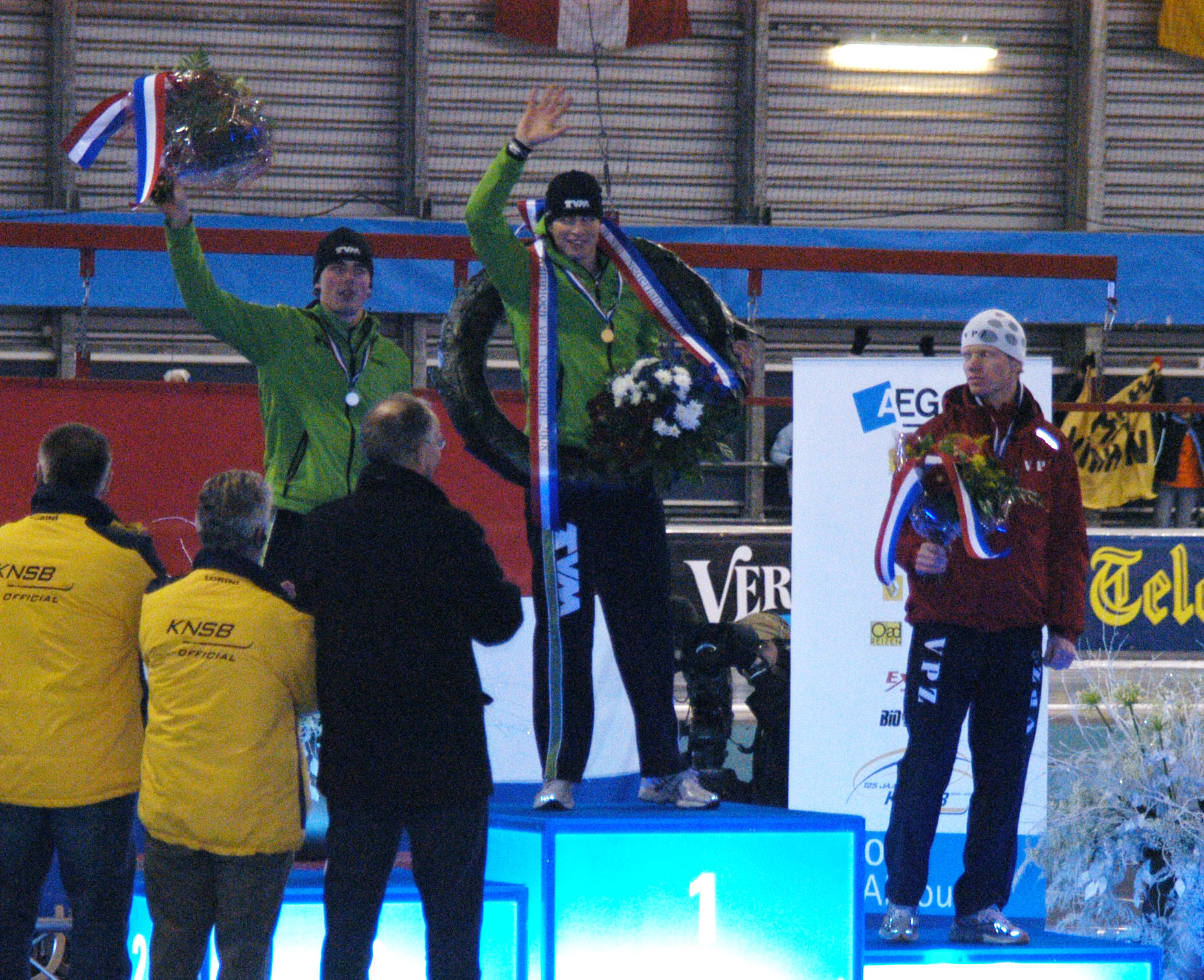
Podium eindklassement mannen

| Rang   | Schaatser          | Punten  | 500m       | 5000m        | 1500m        | 10.000m       |
| ------ | ------------------ | ------- | ---------- | ------------ | ------------ | ------------- |
| Goud   | Sven Kramer        | 153,513 | 36,81 (1)  | 6.28,82 (1)  | 1.50,27 (1)  | 13.41,31 (1)  |
| Zilver | Wouter Olde Heuvel | 155,731 | 37,63 (5)  | 6.35,38 (2)  | 1.50,46 (2)  | 13.54,87 (5)  |
| Brons  | Ben Jongejan       | 157,040 | 38,09 (12) | 6.39,30 (3)  | 1.50,88 (4)  | 14.01,20 (7)  |
| 4      | Ted-Jan Bloemen    | 157,416 | 37,80 (8)  | 6.42,28 (5)  | 1.53,62 (15) | 13.50,31 (2)  |
| 5      | Koen Verweij       | 157,574 | 37,59 (4)  | 6.44,61 (7)  | 1.52,20 (7)  | 14.02,47 (8)  |
| 6      | Tim Roelofsen      | 157,670 | 37,87 (9)  | 6.44,23 (6)  | 1.52,18 (6)  | 13.59,68 (6)  |
| 7      | Carl Verheijen     | 158,249 | 39,12 (21) | 6.40,50 (4)  | 1.52,63 (12) | 13.50,73 (3)  |
| 8      | Jan Blokhuijsen    | 158,529 | 37,13 (2)  | 6.47,56 (12) | 1.52,48 (11) | 14.23,01 (11) |
| 9      | Bjarne Rykkje      | 158,931 | 37,96 (10) | 6.49,09 (13) | 1.52,42 (9)  | 14.11,79 (10) |
| 10     | Boris Kusmirak     | 160,062 | 39,02 (20) | 6.46,05 (9)  | 1.53,64 (16) | 14.11,14 (9)  |
| 11     | Bob de Jong        | 160,127 | 39,45 (22) | 6.44,62 (8)  | 1.55,74 (21) | 13.52,70 (4)  |
| 12     | Berden de Vries    | 160,151 | 37,72 (7)  | 6.57,00 (18) | 1.51,41 (5)  | 14.31,90 (12) |
| NC13   | Frank Vreugdenhil  | 116,839 | 38,20 (16) | 6.49,56 (14) | 1.53,05 (14) | -             |
| NC14   | Bart van den Berg  | 116,914 | 38,19 (15) | 6.52,41 (16) | 1.52,45 (10) | -             |
| NC15   | Tom Schuit         | 116,947 | 38,39 (17) | 6.46,31 (10) | 1.53,78 (17) | -             |
| NC16   | Rhian Ket          | 117,326 | 37,51 (3)  | 7.08,70 (22) | 1.50,84 (3)  | -             |
| NC17   | Michael Kaatee     | 117,402 | 38,14 (14) | 6.58,52 (19) | 1.52,23 (8)  | -             |
| NC18   | Renz Rotteveel     | 117,433 | 38,04 (11) | 6.54,00 (17) | 1.53,98 (19) | -             |
| NC19   | Jarno Meijer       | 117,823 | 38,11 (13) | 7.01,00 (20) | 1.52,84 (13) | -             |
| NC20   | Rintje Ritsma      | 118,533 | 38,75 (19) | 6.51,90 (15) | 1.55,78 (22) | -             |
| NC21   | Ralph de Haan      | 119,118 | 38,67 (18) | 7.04,62 (21) | 1.53,96 (18) | -             |
| NC22   | Hein Otterspeer    | 119,274 | 37,63 (5)  | 7.15,88 (23) | 1.54,17 (20) | -             |
| NC23   | Mark Ooijevaar     | 120,629 | 40,97 (23) | 6.47,19 (11) | 1.56,82 (23) | -             |

### Vrouwen

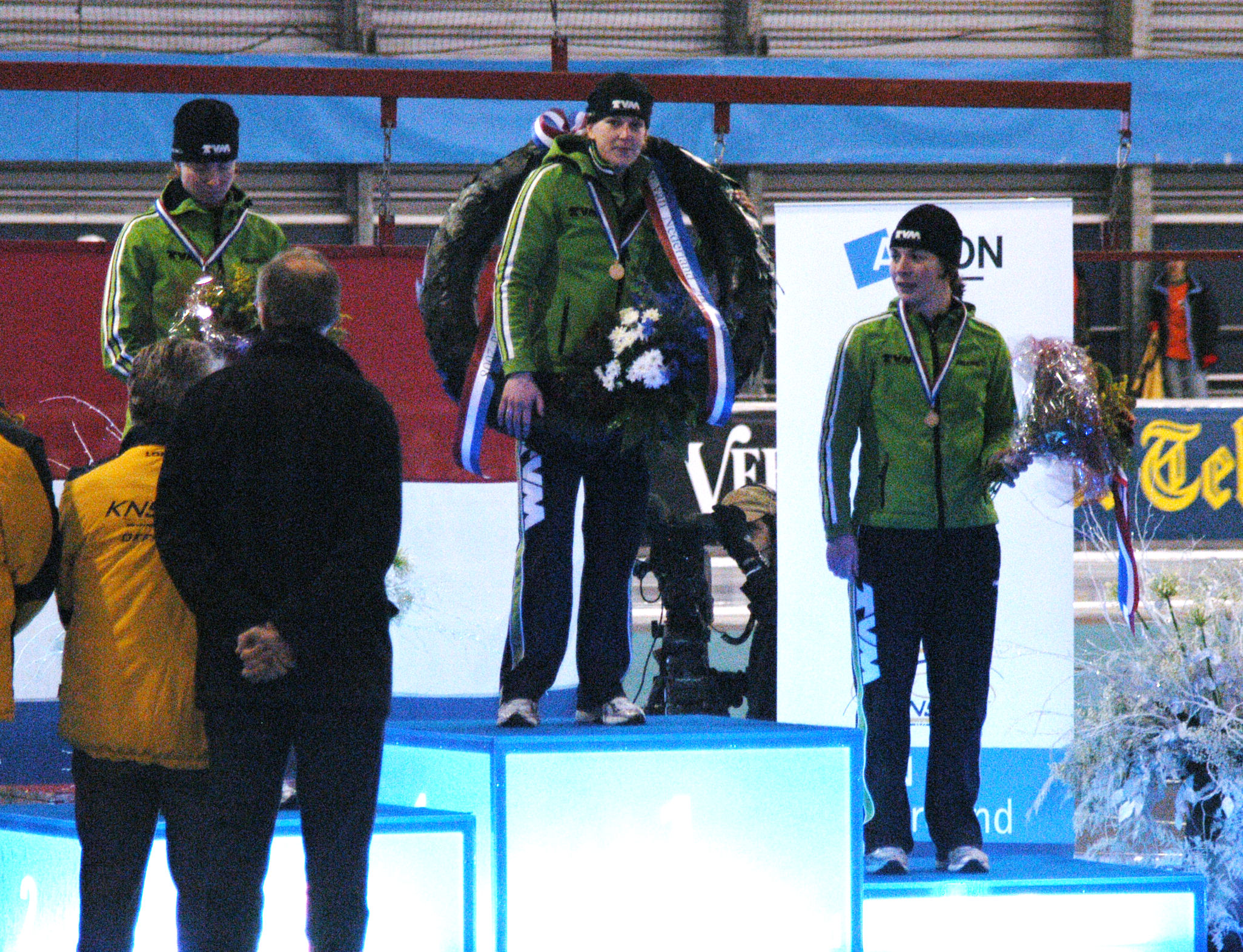
Podium eindklassement vrouwen

| Rang   | Schaatsster             | Punten  | 500m       | 3000m        | 1500m        | 5000m        |
| ------ | ----------------------- | ------- | ---------- | ------------ | ------------ | ------------ |
| Goud   | Ireen Wüst              | 166,264 | 40,09 (1)  | 4.11,01 (2)  | 2.02,11 (4)  | 7.16,36 (2)  |
| Zilver | Renate Groenewold       | 167,082 | 41,26 (10) | 4.09,70 (1)  | 2.01,92 (3)  | 7.15,66 (1)  |
| Brons  | Paulien van Deutekom    | 167,830 | 40,90 (5)  | 4.12,65 (3)  | 2.01,29 (2)  | 7.23,92 (3)  |
| 4      | Marrit Leenstra         | 168,378 | 40,32 (2)  | 4.17,92 (6)  | 2.00,97 (1)  | 7.27,49 (4)  |
| 5      | Diane Valkenburg        | 169,184 | 40,93 (6)  | 4.16,37 (5)  | 2.02,22 (5)  | 7.27,86 (5)  |
| 6      | Jorien Voorhuis         | 171,066 | 41,07 (9)  | 4.20,69 (7)  | 2.03,43 (6)  | 7.34,05 (6)  |
| 7      | Wieteke Cramer          | 171,831 | 41,04 (7)  | 4.22,81 (9)  | 2.04,31 (7)  | 7.35,54 (8)  |
| 8      | Lisette van der Geest   | 173,137 | 42,08 (14) | 42,08 (8)    | 2.05,91 (13) | 7.35,11 (7)  |
| 9      | Tessa van Dijk          | 174,586 | 40,51 (3)  | 4.29,44 (15) | 2.05,46 (12) | 7.53,50 (9)  |
| 10     | Ingeborg Kroon          | 175,448 | 40,83 (4)  | 4.30,74 (17) | 2.05,13 (11) | 7.57,85 (10) |
| NC11   | Linda Bouwens           | 128,043 | 42,01 (13) | 4.26,24 (12) | 2.04,98 (10) | -            |
| NC12   | Foske Tamar van der Wal | 128,175 | 42,80 (19) | 4.23,13 (10) | 2.04,56 (9)  | -            |
| NC13   | Janneke Ensing          | 128,206 | 41,45 (11) | 4.27,80 (13) | 2.06,37 (15) | -            |
| NC14   | Maren van Spronsen      | 128,711 | 41,48 (12) | 4.30,85 (18) | 2.06,27 (14) | -            |
| NC15   | Gretha Smit             | 128,861 | 44,23 (20) | 4.14,33 (4)  | 2.06,73 (16) | NS           |
| NC16   | Helen van Goozen        | 129,208 | 42,25 (16) | 4.25,31 (11) | 2.08,22 (19) | -            |
| NC17   | Rixt Meijer             | 129,953 | 42,41 (17) | 4.28,92 (14) | 2.08,17 (18) | -            |
| NC18   | Cindy Vergeer           | 130,243 | 42,14 (15) | 4.32,78 (19) | 2.07,92 (17) | -            |
| NC19   | Lisanne Soemanta        | 130,536 | 42,70 (18) | 4.29,72 (16) | 2.08,65 (20) | -            |
| DQ2    | Sanne Delfgou           |         | 41,06 (8)  | DQ           | 2.04,34 (8)  | -            |

* = met val
NC = niet gekwalificeerd
NF = niet gefinisht
NS = niet gestart
DQ = gediskwalificeerd